# ليف هولغر لارسن
ليف هولغر لارسن (بالنرويجية البوكمول: Leif H. Larsen)‏ هو دبلوماسي نرويجي، ولد في 27 يناير 1954 في ستافانغر في النرويج، وتوفي في 8 مايو 2015 في Naltar Valley ‏ في باكستان بسبب حوادث الطيران.